# Atlasbindung

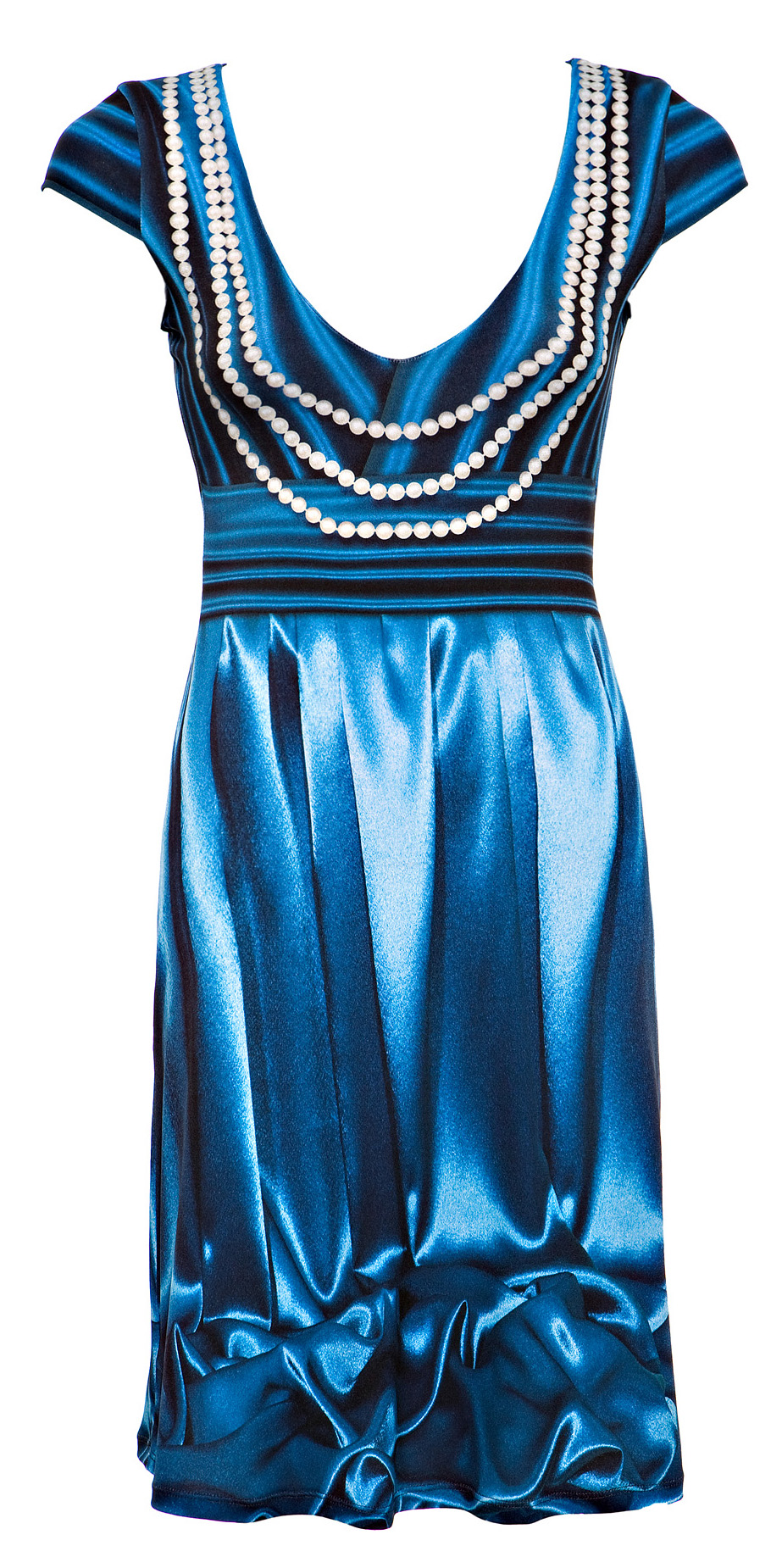
Blaues Satinkleid

Die Atlasbindung, auch  als Satinbindung bezeichnet, ist neben Leinwandbindung und Köperbindung eine der Grundbindungen bei der Gewebeherstellung.

## Beschreibung

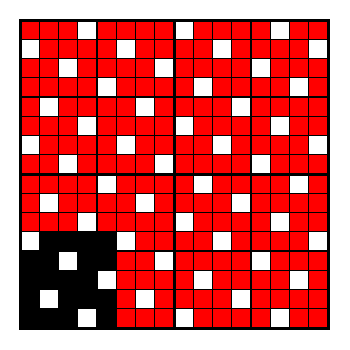
Bindungspatrone für einen Kettatlas

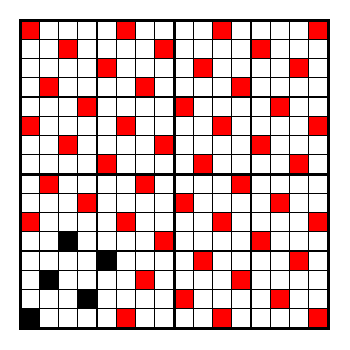
Bindungspatrone für einen Schussatlas

Der Bindungsrapport der Atlasbindung ist mindestens fünfbindig, also fünf Kettfäden und fünf Schussfäden im Rapport. Das Charakteristische ist, dass sich die Bindepunkte weder diagonal noch horizontal oder vertikal berühren, weil die nächste Fadenverkreuzung erst zwei oder mehr Kett- und Schussfäden entfernt liegt und deshalb alle Fäden verhältnismäßig lang flottieren, sich zusammenschieben können und die Bindepunkte fast ganz verdecken. Es entsteht dadurch eine gleichmäßige und glatte Warenfläche. Gewebe in Atlasgrundbindungen können in höheren Kett- und Schussdichten als solche die in Leinwand- und Köperbindung gewebt werden. Je nachdem, ob auf der rechten Warenseite mehr Kett- oder Schussfäden zu sehen sind, spricht man von Kett- oder Schussatlas. Die Atlasbindung ist eine ungleichseitige Bindung.

## Entwicklung einer Atlasbindung
Für die Entwicklung der Atlasbindung benötigt man eine Versatzzahl (Zählzahl), die nach folgenden Regeln ermittelt wird. Der angestrebte Rapport wird in zwei ganzzahlige Summanden zerlegt, z. B. 5-bindig in:
- (a) 1 + 4 bzw. 4 + 1
- (b) 2 + 3 bzw. 3 + 2

Versatzzahlen, die eine Eins als Summanden enthalten, scheiden aus. Also sind nur 2 und 3 für einen 5-bindigen Atlas mögliche Versatzzahlen. In der Beispielbindung Schussatlas ist die gewählte Versatzzahl die Steigungszahl 2, die dann auch in das Bindungskurzzeichen aufgenommen wird: {\displaystyle {\text{A}}{\tfrac {1\ }{\ 4}}{\text{(2)}}}.
Bei höheren Rapportzahlen, die noch andere Summandenaufteilungen zulassen, scheiden außerdem alle Zerlegungen aus, deren Summanden gleich sind oder einen gemeinsamen ganzzahligen Teiler außer 1 aufweisen.

## Eigenschaften von Geweben mit Atlasbindung
Die Gewebe mit Atlasbindung weisen aufgrund ihrer deutlich höheren Fadendichte gegenüber solchen mit Leinwand- und Köperbindung eine höhere Fülle und Schmiegsamkeit auf. Die Bindung lässt aufgrund der wenigen Bindepunkte den natürlichen Glanz besser zur Geltung kommen.
Wegen der weit flottierenden Fäden sind die Gewebe auf der Basis von Atlasbindungen nicht scheuerfest. Atlasgewebe sind nicht strapazierfähig, sie sind mehr für Anschauungsobjekte als für den täglichen Gebrauch geeignet.
Wegen der verhältnismäßig geringen Anzahl von Verkreuzungspunkten weisen atlasbindige Gewebe bei gleichem Materialeinsatz im Vergleich zu leinwandbindigen eine geringe Verschiebefestigkeit auf. Infolgedessen sind die Drapiereigenschaften sehr gut.

## Handelsbezeichnungen und Anwendung von atlasbindigen Geweben

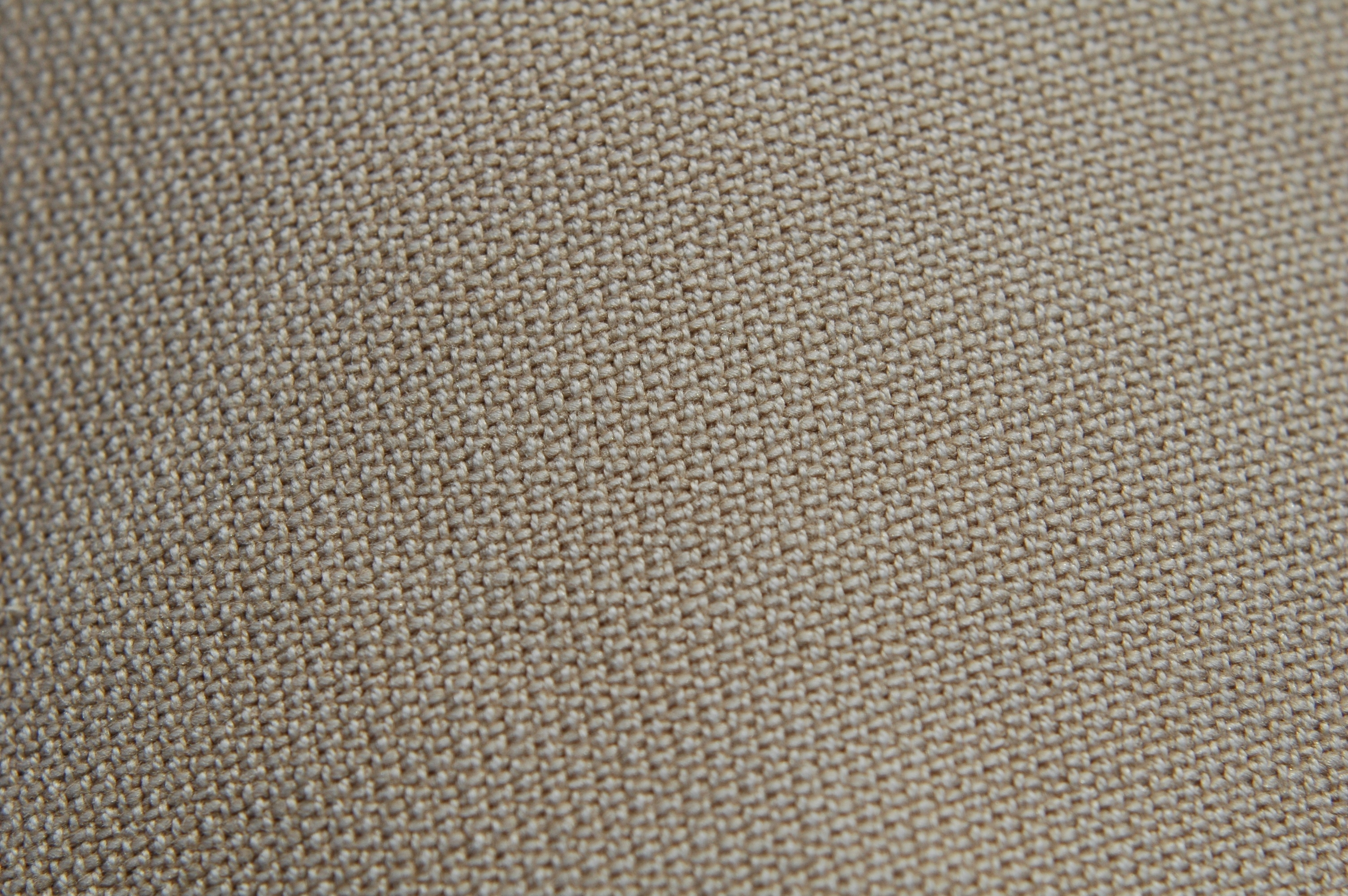
Moleskin

Eine Auswahl von atlasbindigen Geweben ist wie nachfolgend bekannt:
- Moleskin oder Pilotstoff: ein Schussatlasgewebe für Arbeitskleidung oder Bucheinband
- Crêpesatin: ein Schussatlasgewebe beispielsweise für Tücher, Schals, Dessous
- Damast: ein Schussatlasgewebe für Bettbezüge und Tischwäsche
- Duchesse: ein Kettatlasgewebe für Kleider und Futterstoffe
- Satin: ein feinfädiges Gewebe in Schussatlasbindung.[8][9]

## UNESCO-Kulturerbe
Die Praxis des usbekischen Margilan Craft Centers zur Herstellung von Atlas- und Adras-Stoffen auf traditionelle Weise wurde im Jahr 2017 von der UNESCO in das Register guter Praxisbeispiele des immateriellen Kulturerbes der Menschheit aufgenommen. 2023 wurden diese Traditionen auf Antrag Tadschikistans in die UNESCO-Liste des immateriellen Kulturerbes der Menschheit aufgenommen.